# کیری (مجموعه تلویزیونی)
کیری (به انگلیسی: Kiri) یک مینی سریال تلویزیونی چهار قسمتی بریتانیایی با بازی سارا لانکاشایر است. این سریال از ۱۰ تا ۳۱ ژانویه ۲۰۱۸ از کانال ۴ بریتانیا پخش شد.

## خلاصه
داستان این سریال در بریستول رخ می‌دهد. موضوع اصلی داستان ربوده شدن کیری آکیندل (فلیسیا موکاسا)، یک دختر سیاه‌پوست نه ساله است. کیری با پدر و مادر خوانده‌اش جیم و آلیس وارنر (استیون مکینتاش و لیا ویلیامز) و پسر نوجوانشان سی (فین بنت) زندگی می‌کند. وارنرها یک زوج سفیدپوست از طبقه متوسط هستند که سرپرستی او را در چهار سالگی پذیرفتند و تصمیم دارند او را به فرزندخواندگی بپذیرند.

## بازیگران و شخصیت‌ها
- فلیسیا موکاسا در نقش کیری آکیندل، دختری ۹ ساله که در قسمت اول ناپدید می‌شود[۲]
- سارا لانکاشایر در نقش میریام گریسون، یک مددکار اجتماعی که از کری مراقبت می‌کند
- لوسین مساماتی در نقش توبی آکیندل، پدربزرگ کیری
- اندی اوشو در نقش راشل آکیندل، همسر دوم توبی
- پاپا اسیدو در نقش ناتانیل آکیندله، پدر کیری
- وونمی موساکو در نقش کارآگاه ونسا مرسر، افسر پلیسی که تحقیقات در مورد ناپدید شدن کیری را رهبری می‌کند.
- لیا ویلیامز در نقش آلیس وارنر، مادر خوانده کیری
- استیون مکینتاش در نقش جیم وارنر، پدرخوانده کیری
- فین بنت در نقش سایمون وارنر، پسر آلیس و جیم
- کلر راشبروک در نقش جولی برنت، رئیس میریام
- کارا تئوبولد در نقش لوسی مکسول
- سو جانستون در نقش سلیا گریسون، مادر مسن میریام

## موسیقی
موسیقی این سریال از هنرمند بریتانیایی کریس کلارک است.